# Taterillus emini
Taterillus emini är en däggdjursart som först beskrevs av Thomas 1892.  Taterillus emini ingår i släktet Taterillus och familjen råttdjur. IUCN kategoriserar arten globalt som livskraftig. Inga underarter finns listade i Catalogue of Life. Det svenska trivialnamnet långsvansad hoppråtta förekommer för arten.
Mellan den rödbruna till orange pälsen på ovansidan och den vita pälsen på undersidan finns en tydlig gräns. Arten har en diploid kromosomuppsättning med 44 kromosomer (2n=44).
Arten förekommer i östra Afrika från Centralafrikanska Republiken och Sudan till Etiopien, Somalia, Kenya och norra Tanzania. Habitatet utgörs av torra savanner och av jordbruksmark.